# 民族獨立黨
民族獨立黨（尼泊爾語：राष्ट्रिय स्वतन्त्र पार्टी）是尼泊爾的一個政黨，成立於2022年6月21日。創始人為拉比·拉米查內。民族獨立黨是一個主張社會自由主義的政黨，該黨奉行大帳篷政策。在2022年尼泊爾大選時，民族獨立黨在尼泊爾眾議院中獲得20個席位。 